# Шпартова, Татьяна Евгеньевна
Родилась 15 сентября 1959 г., г. Минск, БССР
Поэт, сценарист, переводчик, режиссер, журналист, тележурналист, креативный продюсер, член Союза писателей Беларуси и Союзного государства Беларуси и России.
В 1981 г. закончила Минский государственный педагогический институт иностранных языков (ныне МГЛУ).
Автор поэтических книг «Стихи и песни» (2004 г.) и «Музыка и тишина» (2020 г.), а также автор двух книг переводов современной американской поэзии: «Полночное солнце» (2001 г.) и «Улыбки за чашкой чая» (2001 г.).
Лауреат международного Тютчевского конкурса «Мыслящий тростник» в номинации «философская поэзия» (2014 г.), международного литературного конкурса «Русский Гофман» (2017 г.), участник литературного фестиваля и книжного форума в Лондоне «OPEN EURASIAN LITERATURE FESTIVAL& BOOK FORUM- 2016», финалист 9-го поэтического фестиваля «Эмигрантская Лира» в Льеже, Бельгия (2017 г.)
Стихи печатались в литературных журналах "Неман", "Немига литературная", "Всемирная литература", «Белая Вежа», «Наш Современник», в антологии "Русская поэзия в Беларуси" и других печатных изданиях.
Написала либретто к двухактному балету "Дюймовочка" (2016г.)